# Светско првенство у атлетици у дворани 1999 — скок удаљ за жене
Скок удаљ у женској конкуренцији на Светском првенству у атлетици у дворани 1999. у Маебашију Јапан одржано је 6. марта.
Титулу освојену у Паризу 1997 бранила је Фиона Меј из Италије.

## Земље учеснице
Учествовало је 12 такмичарки из 9 земаља.
1. Бугарска (2)
2. Грчка (1)
3. Јамајка (1)
4. Јапан (1)
5. Кина (1)
6. Мађарска (1)
7. Русија (2)
8. САД (2)
9. Шведска (1)

## Сатница
| Датум         | Време | Ниво   |
| ------------- | ----- | ------ |
| 6. март 1999. | 13:30 | Финале |

Сва времена су по локалном времену (UTC+7)

## Освајачи медаља
| Освајачи медаља |               |              |  |  |  |  |
|                 |               |              |  |  |  |  |
|                 |               |              |  |  |  |  |
|                 |               |              |  |  |  |  |
| Татјана Котова  | Шана Вилијамс | Ива Пранџева |  |  |  |  |
| Русија          | САД           | Бугарска     |  |  |  |  |

## Рекорди
4. март 1999.
| Рекорди пре почетка Светског првенства 1999. | Рекорди пре почетка Светског првенства 1999. | Рекорди пре почетка Светског првенства 1999. | Рекорди пре почетка Светског првенства 1999. | Рекорди пре почетка Светског првенства 1999. | Рекорди пре почетка Светског првенства 1999. |
| -------------------------------------------- | -------------------------------------------- | -------------------------------------------- | -------------------------------------------- | -------------------------------------------- | -------------------------------------------- |
| Светски рекорд                               | 7,37                                         | Хајке Дрекслер                               | Источна Немачка                              | Беч, Аустрија                                | 13. фебруар 1988.                            |
| Рекорди светских првенстава                  | 7,10                                         | Хајке Дрекслер                               | Источна Немачка                              | Индијанаполис, САД                           | 7. март 1987.                                |
| Најбољи резултат сезоне                      | 6,90                                         | Ива Пранџева                                 | Бугарска                                     | Софија, Бугарска                             | 31. јануар 1999.                             |
| Афрички рекорд                               | 6,97                                         | Чиома Аџунва                                 | Нигерија                                     | Ерфурт, Немачка                              | 5. фебруар 1997.                             |
| Азијски рекорд                               | 6,82                                         | Yang Juan                                    | Кина                                         | Пекинг, Кина                                 | 13. март 1992.                               |
| Северноамерички рекорд                       | 7,13                                         | Џеки Џојнер-Керси                            | Сједињене Државе                             | Атланта, САД                                 | 5. март 1994.                                |
| Јужноамерички рекорд                         | 6,53                                         | Џенифер Инис                                 | Гвајана                                      | Њујорк, САД                                  | 24. фебруар 1984.                            |
| Европски рекорд                              | 7,37                                         | Хајке Дрекслер                               | Источна Немачка                              | Беч, Аустрија                                | 13. фебруар 1988.                            |
| Океанијски рекорд                            | 6,81                                         | Николе Боегман                               | Аустралија                                   | Барселона, Шпанија                           | 12. март 1995.                               |

### Најбољи резултати у 1999. години
Десет најбољих атлетичарки године у скоку удаљ у дворани пре почетка првенства (5. марта 1999), имале су следећи пласман.
| 1.  | Ива Пранџева          | Бугарска         | 6,90 | 31. јануар  |
| 2.  | Татјана Котова        | Русија           | 6,83 | 19. фебруар |
| 3.  | Тинде Васи            | Мађарска         | 6,82 | 29. јануар  |
| 4.  | Ники Ксантхоу         | Грчка            | 6,80 | 24. фебруар |
| 5.  | Татјана Тер Месробјан | Русија           | 6,78 | 26. јануар  |
| 6.  | Нина Переведенцева    | Русија           | 6,77 | 19. фебруар |
| 7.  | Хајке Дрекслер        | Немачка          | 6,76 | 20. фебруар |
| 8.  | Олга Рубљова          | Русија           | 6,73 | 12. фебруар |
| 9.  | Олена Шеховцова       | Украјина         | 6,71 | 16. јануар  |
| 10. | Шејна Вилијамс        | Сједињене Државе | 6,70 | 27. фебруар |

Такмичарке чија су имена подебљана учествују на СП 1999.

## Резултати

### Финале
Такмичење је одржано 6. марта 1999. године у 13:30 по локалном времену.,,
| Пласман | Атлетичарка        | Земља    | ЛР    | ЛРС  | #1   | #2   | #3   | #4   | #5   | #6   | Резултат | Белешке |
| ------- | ------------------ | -------- | ----- | ---- | ---- | ---- | ---- | ---- | ---- | ---- | -------- | ------- |
|         | Татјана Котова     | Русија   | 6,83  | 6,83 | x    | 6,86 | 6,63 | 6,85 | 6,55 | 6,67 | 6,86     | ЛР      |
|         | Шејна Вилијамс     | САД      | 7,01о | 6,70 | 6,82 | 6,70 | 6,64 | 6,72 | 6,61 | x    | 6,82     | ЛР      |
|         | Ива Пранџева       | Бугарска | 6,90  | 6,90 | x    | 6,48 | 6,70 | 6,78 | x    | 6,63 | 6,78     |         |
| 4.      | Ники Ксантхоу      | Грчка    | 7,03о | 6,80 | x    | 6,65 | x    | 6,53 | 6,62 | 6,43 | 6,65     |         |
| 5.      | Тинде Васи         | Мађарска | 6,82  | 6,82 | 6,55 | 6,59 | 6,47 | 6,51 | x    | 6,40 | 6,59     |         |
| 6.      | Гуан Јингнан       | Кина     | 6,91о |      | 6,38 | 6,47 | x    | 6,44 | 6,52 | 6,59 | 6,59     |         |
| 7.      | Магдалена Христова | Бугарска | 6,94о | 6,59 | x    | 6,36 | 6,46 | 6,46 | x    | 6,55 | 6,55     |         |
| 8.      | Дон Берел          | САД      | 6,92  | 6,60 | 6,49 | 6.37 | x    | x    | 6,39 | 6,20 | 6,49     |         |
| 9.      | Ерика Јохансон     | Шведска  | 6.85о | 6,69 | 4,72 | 6,43 | 6,37 |      |      |      | 6,43     |         |
| 10.     | Нина Переведенцева | Русија   | 6.85о | 6,77 | 6,38 | 6,09 | x    |      |      |      | 6,38     |         |
| 11.     | Хитоми Такамацу    | Јапан    | 6,61о |      | 5,88 | 6,07 | 5,96 |      |      |      | 6,07     |         |
|         | Лацена Голдинг     | Јамајка  | 6.87о | 6,44 | НС   |      |      |      |      |      |          |         |